# Listerdyb
Listerdyb er den største danske tidevandsrende (pril) mellem vadehavsøerne Sild og Rømø. Listerdyb er op til 1,5 kilometer bred og 30 meter dyb. Dybet deler sig mod kysten i de tre prile Rømø Dyb, der fører op til Havneby på Rømø, Lister Ley der fører til havnebyen List på Sild og Højer Dyb, der fører til Vidåens munding (Vidåslusen) ved Højer.
Dybet dannede grundlaget for en omfattende handels-sejlads fra først Tønder og siden Højer i middelalderen og nytiden. I 1644 var dybet skueplads for et større søslag under Torstenson-krigen (Slaget i Listerdyb).